# Municipio de Otranto
El municipio de Otranto (en inglés: Otranto Township) es un municipio ubicado en el condado de Mitchell en el estado estadounidense de Iowa. En el año 2010 tenía una población de 338 habitantes y una densidad poblacional de 4,47 personas por km².

## Geografía
El municipio de Otranto se encuentra ubicado en las coordenadas 43°27′49″N 92°57′24″O / 43.46361, -92.95667. Según la Oficina del Censo de los Estados Unidos, el municipio tiene una superficie total de 75.57 km², de la cual 75,5 km² corresponden a tierra firme y (0,09 %) 0,07 km² es agua.

## Demografía
Según el censo de 2010, había 338 personas residiendo en el municipio de Otranto. La densidad de población era de 4,47 hab./km². De los 338 habitantes, el municipio de Otranto estaba compuesto por el 95,56 % blancos, el 1,18 % eran asiáticos, el 2,66 % eran de otras razas y el 0,59 % eran de una mezcla de razas. Del total de la población el 3,85 % eran hispanos o latinos de cualquier raza.